# Lydia Jacoby
Lydia Alice Jacoby, född 29 februari 2004, är en amerikansk simmare.
Jacoby tog guld på 100 meter bröstsim vid olympiska sommarspelen 2020 i Tokyo. Hon var även en del av USA:s lag tillsammans med Regan Smith, Torri Huske och Abbey Weitzeil som tog silver på 4×100 meter medley.